# オレンジハート
オレンジハートとは株式会社エフシープロイマーケティングが展開しているコンビニエンスストアである。

## 概要
地元に密着したサービスを目標にしている。1982年10月にマイショップ北関東(マイショップ長野・北関東地区本部)として第一号店をオープン後、1987年時点では、オレンジハートは長野県内に9店舗、新潟県内に2店舗、群馬県内に1店舗の合計12店舗展開していた。1994年時点では北海道から鹿児島県まで全国で43店舗を展開していた。その後は2001年度時点で17店舗に減少していた。
フランチャイズシステムの特徴としては、契約期間は特に定めておらず、契約解除によって生じる違約金は基本的に発生しなかった。2024年4月現在は青森県内に6店舗、新潟県南魚沼市に1店舗、長野県飯田市に1店舗（オレハシェフ）が現存している。
1986年の業務提携時、長野県内では上田市周辺の東信地区をマイショップ、それ以外をオレンジハートと区分けして出店した。
マイショップ(店舗面積100平方メートル以上に制限)は既存の食料品店やコンビニエンスストアを新規開店する人向けに、オレンジハート(店舗面積100平方メートル未満に制限)は酒販店を対象に展開していた。

## 歴史
- 1982年2月 今の会社の前身の1つである株式会社マイショップ北関東が設立される[4]。
- 1982年10月 第一号店がオープン。
- 1986年9月 株式会社オレンジハートと株式会社マイショップ北関東が業務提携、流通グループとなる[2]。
- 1987年1月 マイショップトーキョー・ジャパンが加入した[6]。
- 1988年3月 株式会社オレンジハートと株式会社マイショップ北関東が合併、株式会社流通となる[4]。
- 2000年4月 社団法人日本フランチャイズチェーン協会の正会員として加盟。
- 2000年6月　公共料金収納代行端末「kioX」を導入[7]。
- 2002年 流通はエフシープロイに社名変更した[8]。
- 2010年3月 登録管理料未納により日本フランチャイズチェーン協会から退会[9]。
- 2020年12月 会社法472条1項により株式会社エフシープロイが解散[要出典]。

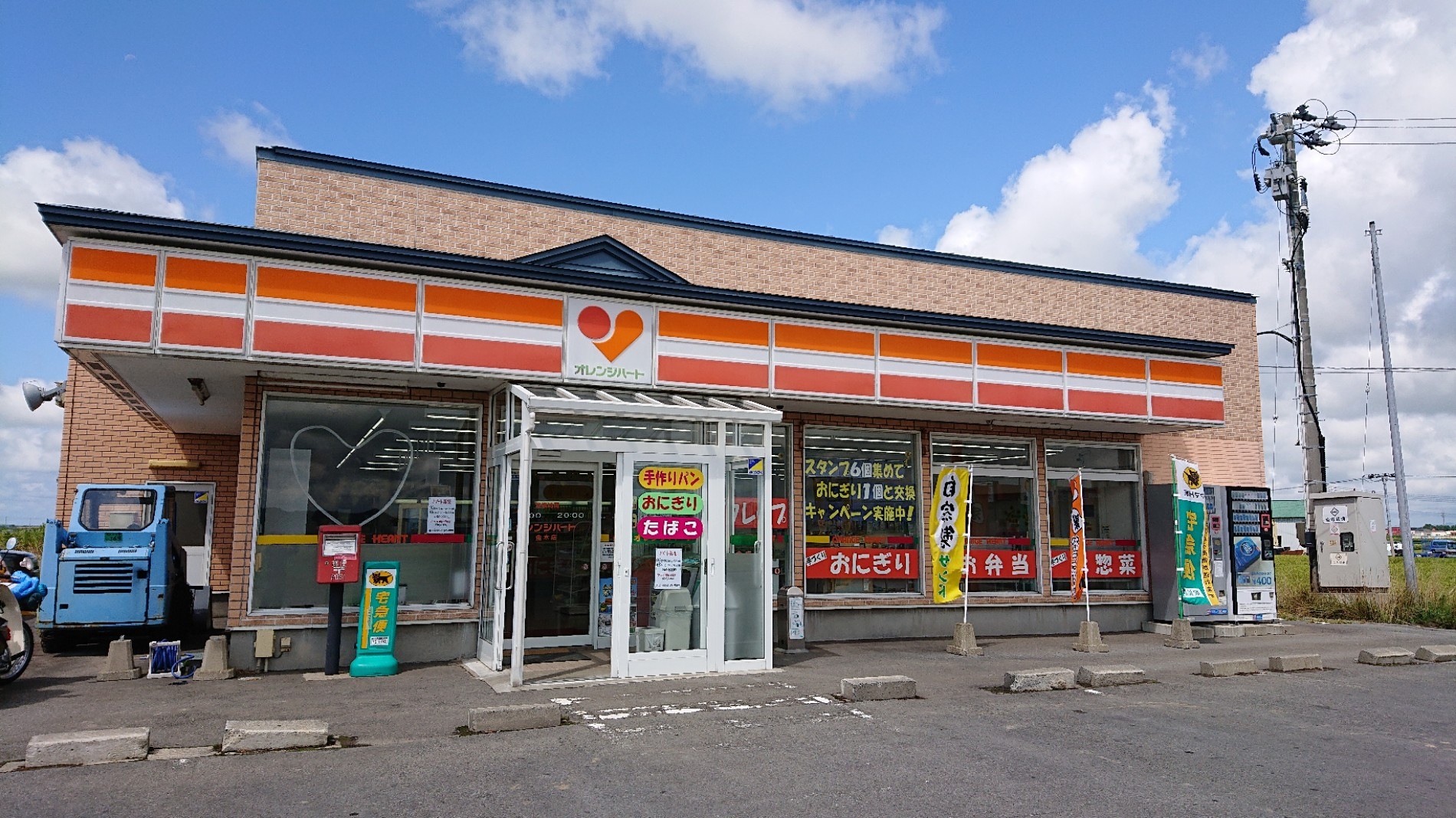
オレンジハート金木店
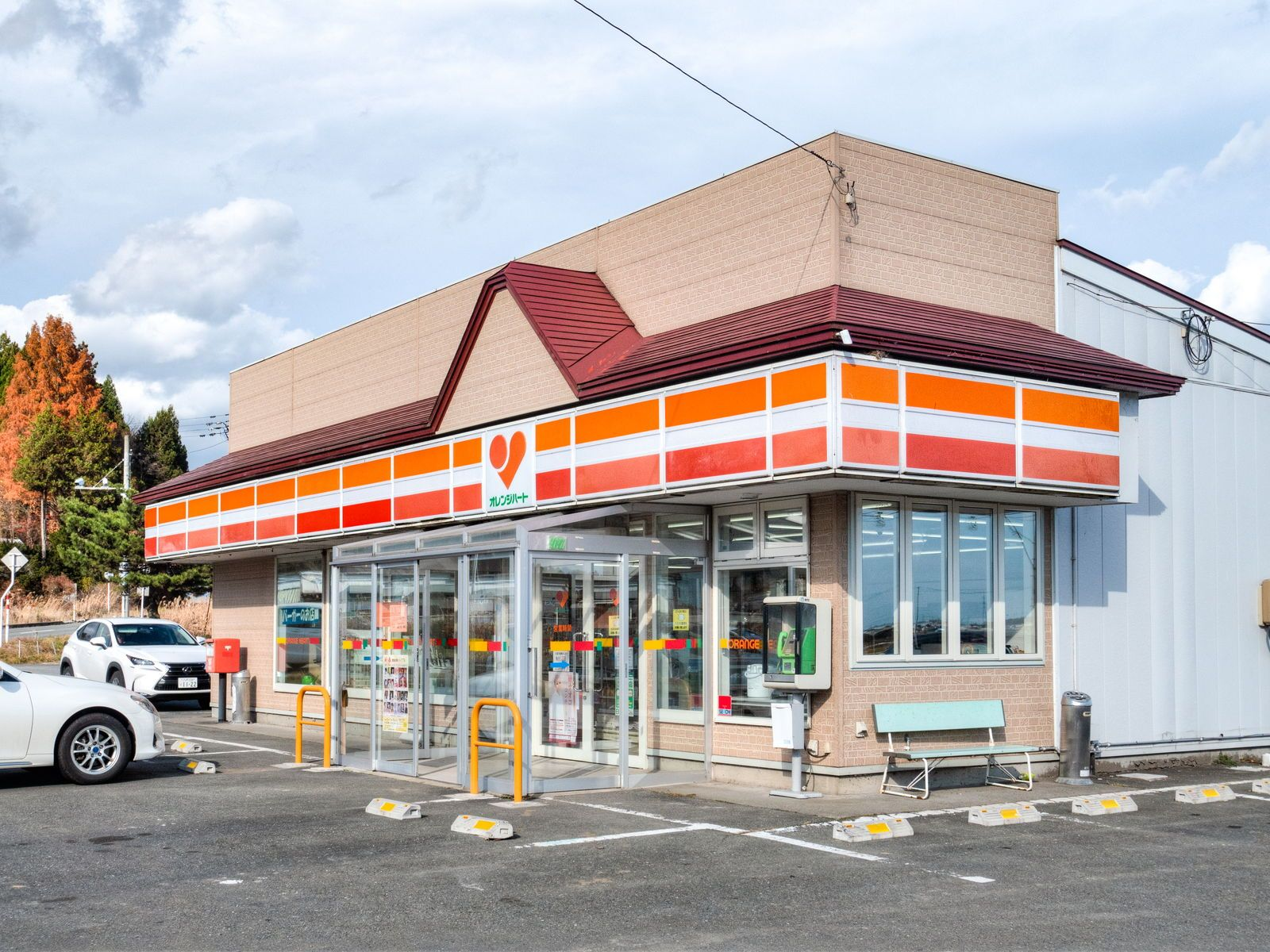
オレンジハートまるとく店
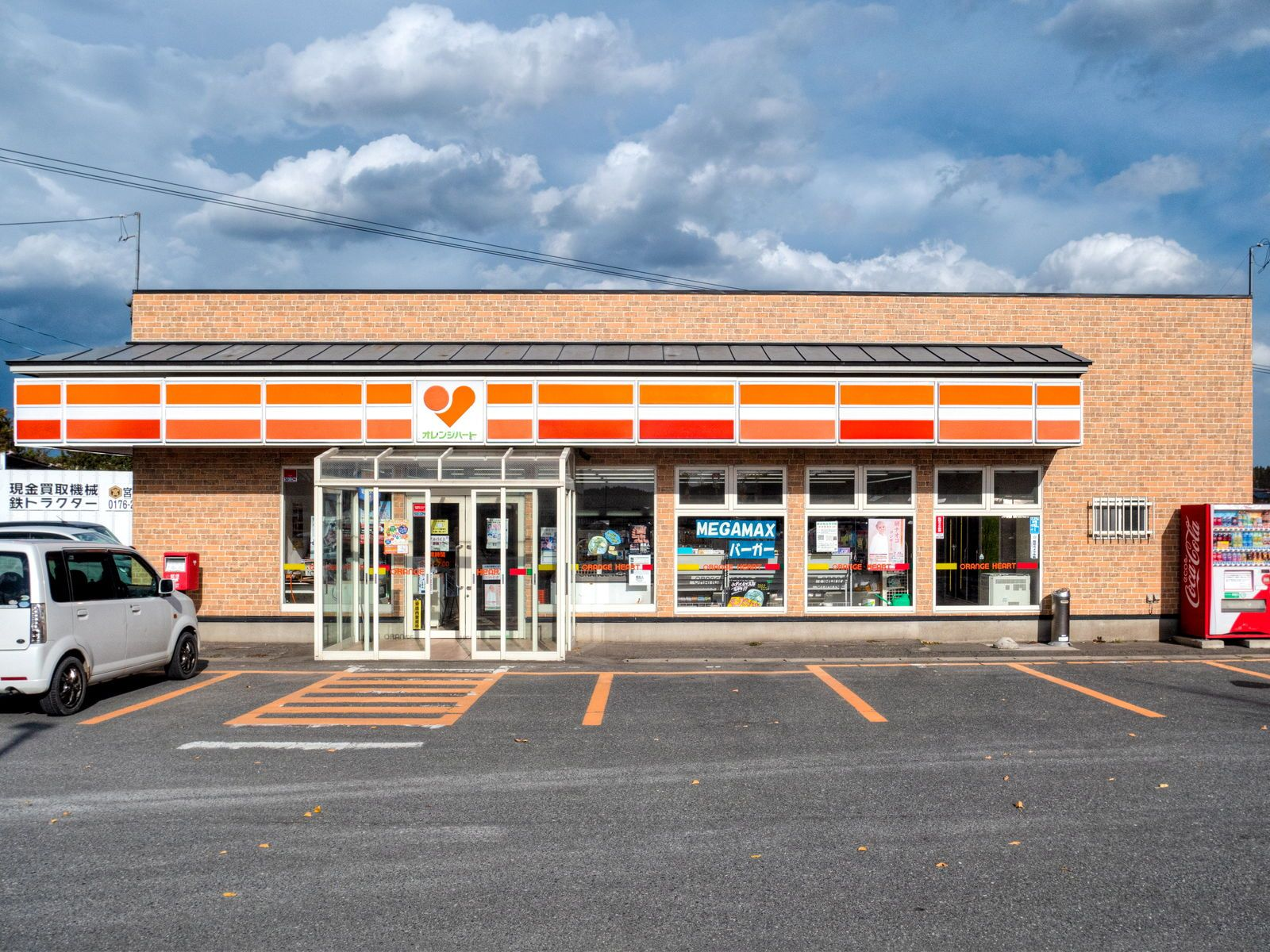
オレンジハート六戸バイパス店
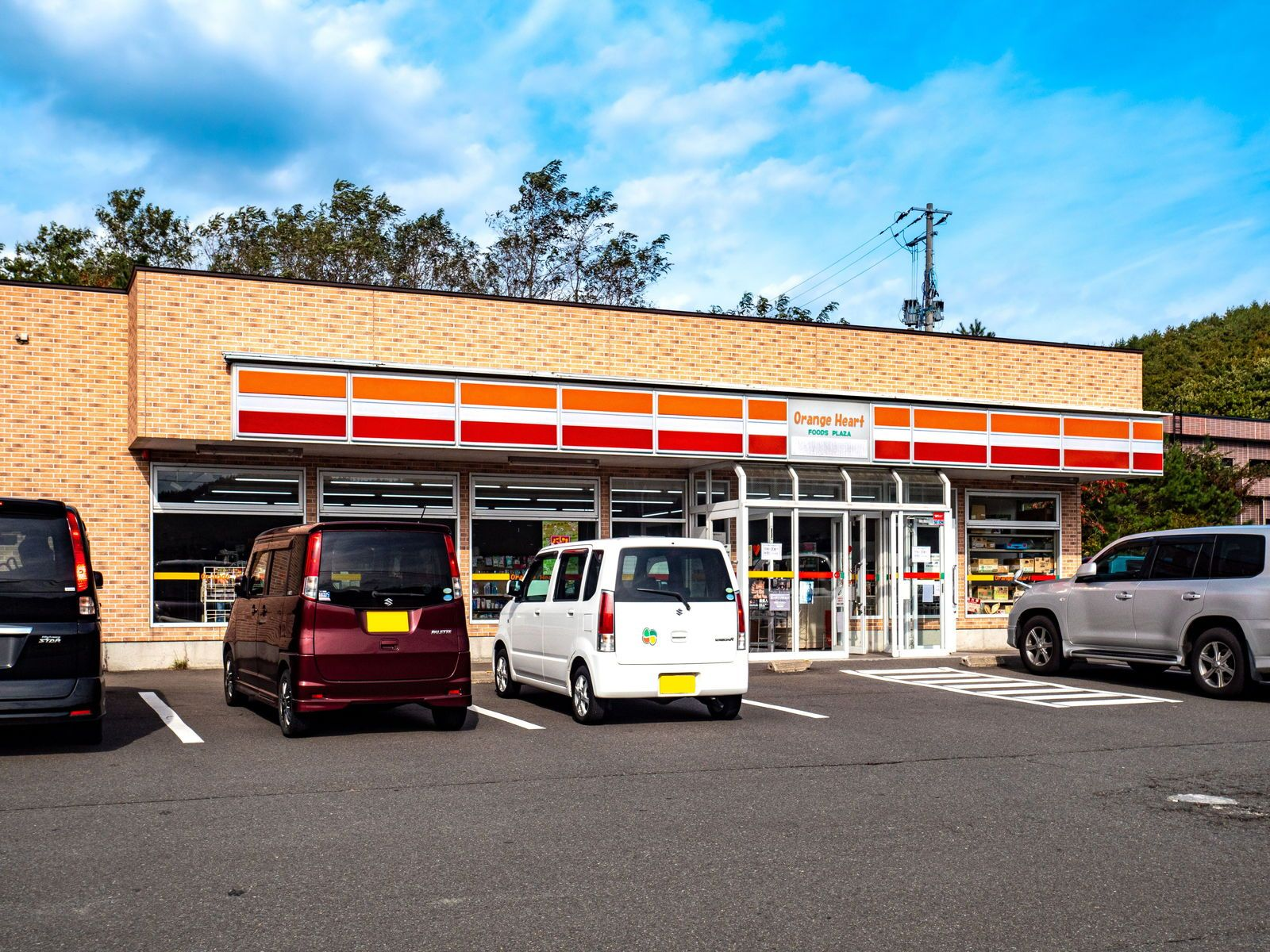
オレンジハート平内中野店